# NGC 7544
NGC 7544 ist eine Linsenförmige Galaxie vom Hubble-Typ S0 im Sternbild Fische auf der Ekliptik. Sie ist schätzungsweise 321 Millionen Lichtjahre von der Milchstraße entfernt und hat einen Durchmesser von etwa 75.000 Lichtjahren.
Im selben Himmelsareal befinden sich u. a. die Galaxien NGC 7533, NGC 7546, NGC 7554, NGC 7556.
Das Objekt wurde am 18. November 1864 vom deutschen Astronomen Albert Marth entdeckt.